# Pseudagrion simonae
Pseudagrion simonae – gatunek ważki z rodziny łątkowatych (Coenagrionidae).